# 792

## Esdeveniments
- Barcelona (Àndalus): Per l'assassinat de Matruh ibn Sulayman ibn Yaqdhan al-Arabí, l'emir de Còrdova nomena nou valí de la regió a Sadun al-Ruayni, conegut també com a Zade.
- Martorell (Àndalus): batalla d'Ad Pontes entre musulmans i francs a la rodalia del Pont del Diable.
- Àlaba (Navarra): Un exèrcit de l'emirat de Còrdova comandat per Abd-al-Màlik ibn Abd-al-Wàhid ibn Mughith ataca la ciutat.
- Ratisbona (Imperi Carolingi): Carlemany convoca un concili, on es condemna l'adopcionisme i s'obliga a Fèlix d'Urgell a anar a Roma a retractar-se davant del papa.
- Aquisgrà (Imperi Carolingi): Per desig de Carlemany, es comença a construir la catedral d'Aquisgrà.

## Naixements
- Toledo (Àndalus): Abd-ar-Rahman ibn al-Hàkam, quart emir omeia de Còrdova. (m. 852)

## Necrològiques
- Barcelona (Àndalus): Matruh ibn Sulayman ibn Yaqdhan al-Arabí, valí de la regió i de Saragossa. Assassinat per uns traïdors.